# Кортик (фильм, 1954)
«Ко́ртик» — советский чёрно-белый художественный фильм, поставленный на киностудии «Ленфильм» в 1954 году режиссёрами Владимиром Венгеровым и Михаилом Швейцером по одноимённой повести Анатолия Рыбакова.
Из собрания фильмов «Госфильмофонда» СССР.
Премьера фильма в СССР состоялась 26 ноября 1954 года.

## Сюжет
7 октября 1916 года на линкоре «Императрица Марія» лейтенант Никольский, пытаясь выведать у старшего лейтенанта Терентьева — мужа своей сестры, тайну фамильных сокровищ, скрытых в шифре кортика, убивает его. Случайным свидетелем преступления становится матрос Полевой. Завязывается схватка, однако её обрывают взрыв и вызванная им гибель линкора. Кортик оказывается в руках Полевого, а ножны остаются у Никольского.
Проходят годы. Подросток Миша Поляков, находясь с мамой в украинском посёлке на отдыхе у бабушки и собираясь возвращаться домой в Петроград, предлагает с ним ехать своему лучшему другу Генке. Неожиданно в посёлок врывается белая банда Никитского и атакует дом Миши, в котором проживает комиссар Полевой. Цель Никитского (он же Никольский) — кортик, находящийся у Полевого. Спасая комиссара, Миша узнаёт от него историю и секрет оружия, а затем получает его на хранение с просьбой разгадать тайну.
Вернувшись с приключениями в Петроград, Миша Поляков с друзьями начинает распутывать загадку кортика, в рукоятке которого находится зашифрованный текст.

## В ролях
- Аркадий Толбузин — комиссар Полевой
- Бруно Фрейндлих — Валерий Сигизмундович Никитский / Николай Никольский
- Анвяр Шахмаметьев (в титрах Володя Шахмаметьев) — Миша Поляков
- Боря Аракелов — Генка Петров
- Нина Крачковская — Валя Иванова, комсомолка
- Александр Суснин — красноармеец Стёпа
- Герман Хованов — Свиридов, чекист
- Наталья Рашевская — Мария Гавриловна Терентьева
- Константин Адашевский — филателист
- Сергей Филиппов — Филин
- Игорь Каспаров — Слава Эльдаров
- Валерий Себекин— Вовка Баранов «Бяшка»
- Витя Бриц — Миша Коровин, «беспризорник»
- Боря Игнатьев — Борька «Жила»

## Съёмочная группа
- Сценарий — Анатолия Рыбакова, Иннокентия Гомелло
- Постановка — Владимира Венгерова, Михаила Швейцера
- Главный оператор — Вениамин Левитин
- Режиссёр — Лев Махтин
- Композитор — Борис Арапов

## Отличия от книги
Действие экранизации перенесено из Москвы в Петроград. В результате этого в фильме не отражается значительная часть повести, связанная с географией и топонимами Москвы.
В финале повести (как и во второй её экранизации 1973 года) за часами находится только тайник со множеством бумаг, карт и записей о координатах затонувших кораблей, перевозивших драгоценности. В экранизации 1954 года часы открывают проход в целое подземелье, где хранятся макеты кораблей и парусников, но самое главное — огромный ларец с сокровищами, среди которых письмо потомкам, написанное Поликарпом Терентьевым.